# Campionati europei di pentathlon moderno 2009
I campionati europei di pentathlon moderno 2009 si sono svolti a Lipsia, in Germania, dove si sono disputate le gare maschili e femminili individuali ed a squadre.

## Risultati

### Maschili
| Evento              | Oro                                                                  | Argento                                               | Bronzo                                                     |
| Individuale         | Ondřej Polívka                                                       | Il'ja Frolov                                          | Ádám Marosi                                                |
| A squadre           | Lituania Edvinas Krungolcas Andrejus Zadneprovskis Justinas Kinderis | Rep. Ceca Libor Capalini David Svoboda Ondřej Polívka | Bielorussia Dzmitryj Meljach Jahor Lapo Michail Prakapenka |
| Staffetta a squadre | Lituania Edvinas Krungolcas Tadas Žemaitis Justinas Kinderis         | Ungheria Róbert Németh Péter Tibolya Ádám Marosi      | Rep. Ceca Ondřej Polívka Michal Michalík Martin Dvořák     |

### Femminili
| Evento              | Oro                                                           | Argento                                                             | Bronzo                                                     |
| Individuale         | Amélie Caze                                                   | Heather Fell                                                        | Evdokija Grečišnikova                                      |
| A squadre           | Gran Bretagna Heather Fell Mhairi Spence Katherine Livingston | Russia Evdokija Grečišnikova Polina Stručkova Ekaterina Churas'kina | Ungheria Zsuzsanna Vörös Leila Gyenesei Sarolta Kovács     |
| Staffetta a squadre | Rep. Ceca Lucie Grolichová Natalie Dianová Sylvie Černá       | Russia Vera Feščenko Evdokija Grečišnikova Polina Stručkova         | Polonia Paulina Boenisz Sylwia Czwojdzińska Edyta Małoszyc |

## Medagliere
| Posizione | Paese         |   |   |   | Totale |
| --------- | ------------- | - | - | - | ------ |
| 1         | Rep. Ceca     | 2 | 1 | 1 | 4      |
| 2         | Lituania      | 2 | 0 | 0 | 2      |
| 3         | Gran Bretagna | 1 | 1 | 0 | 2      |
| 4         | Francia       | 1 | 0 | 0 | 1      |
| 5         | Russia        | 0 | 3 | 1 | 4      |
| 6         | Ungheria      | 0 | 1 | 2 | 3      |
| 7         | Bielorussia   | 0 | 0 | 1 | 1      |
| 7         | Polonia       | 0 | 0 | 1 | 1      |
| Totale    | Totale        | 6 | 6 | 6 | 18     |